# Egemarke
Egemarke er en herregård, der ligger i Føllenslev Sogn i Nordvestsjælland. Egemarke Gods drives som land- og skovbrug og er sammen med Bjergagergaard, Toftager og Guldager på 685 hektar, heraf ager 650, mose 5 og park/have 12, skov 18.

## Historie
Den nuværende hovedbygning blev opført i 1880 på resterne af en tidligere hovedbygning fra 1826.

## Ejere af Egemarke
- (1700-1710) Brostrup Albertin
- (1710-1719) Jens Hellesen
- (1719-1726) Frederik Christian von Adeler
- (1726-1759) Frederik Adeler
- (1759-1775) Helmuth Gotthardt von Barner
- (1775-1782) Henriette Margrethe Lente gift (1) Adeler (2) von Barner
- (1782-1809) Leopold Theodor von Barner
- (1809) Regitze Sophie Krabbe gift von Barner
- (1809-1823) Johannes Schartau
- (1823-1842) Den Danske Stat
- (1842) Chr. E. Gryner
- (1842-1894) Christian Emil Grüner
- (1894) Ludvigne Grüner
- (1894-1900) Gustav Emil Grüner
- (1900-1906) Ludvigne Grüner
- (1906-1948) Christian Emil Georg Gustav Grüner
- (1948-1978) Aage Lohmann Poulsen
- (1978-2007) Ove Lohmann Poulsen
- (2007-) Claus Lohmann Poulsen

## Udbygninger
- (1826) Grundmuret hovedbygning – avlsbygningen bindingsværk
- (1880) Nuværende hovedbygning opført
- (ca. 1948) Forbedringer af avlsbygninger ved Uldall-Ekman og Peter Brogaard

## Egemarke trinbræt
Da Hørve-Værslev Jernbane (1918-56) blev anlagt, var det på tale at lægge et trinbræt syd for Egemarke, hvor banen skar amtsvejen Jyderup-Nykøbing. Det blev kun til et sidespor, der blev anvendt til herregårdens transport af roer til sukkerfabrikken i Gørlev. I banens sidste år blev sidesporet dog et uofficielt trinbræt, og navnet Egemarke var trykt på de kuponbilletter, der blev solgt i togene.